# アーリング・ハーランド
- アーリング・ハーランド
- エーリング・ハーランド
- アーリング・ハーラン
- アーリン・ホーラン

アーリング・ブラウト・ハーランド（ノルウェー語: Erling Braut Håland, ノルウェー語発音: [ˈhôːlɑn], 2000年7月21日 - ）は、イングランド・ウェスト・ヨークシャー州リーズ出身、ノルウェー・ローガラン県ブリン育ちのサッカー選手。ノルウェー代表。プレミアリーグ・マンチェスター・シティFC所属。ポジションはFW。
ノルウェー代表の歴代最多得点記録保持者。

## クラブ経歴

### ブリンFK
ブリンFKのアカデミー出身。幼少期はサッカーの他にハンドボールのU-5のカテゴリーで当時の国際的な記録も保持していたが、ユースチームの指揮官であったアルフ・イングヴェ・ベルンセンは1年半年上のカテゴリーにハーランドを加えた。ベルンセンは「ハーランドはパーティーに参加するようなことはなかった。彼にとって睡眠が一番大切なことだったからね。目標のためには全てを差し置いて、自分のパフォーマンスを上げるためやるべきこと全てを自分自身でこなしていたんだ。彼が12歳になる頃には、そういう考えを持ち始めていた。早い段階からトップアスリートのような振る舞いをしていたんだ」と語っている。
2015-16シーズンに4部リーグに属するセカンドチームのブリンFK2で14試合18得点を記録した。この結果を受け、ロベルト・ウンドハイムコーチはハーランドをトップチームに昇格させることを進言、15歳にして2016年5月12日のランハイム・フォトバル戦でアデコリーガエンに出場した。しかしながら、まだ十分な体格が備わっていなかったこともあり16試合に出場するも得点を挙げることは出来なかった。ブリン在籍中にはホッフェンハイムのトライアルに参加したものの、落選した。

### モルデFK

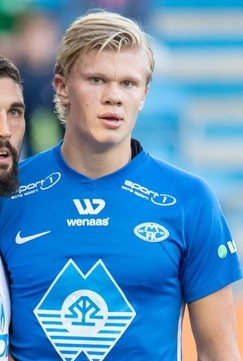
モルデ時代 (2018年)

2017年2月1日にモルデがハーランドとの契約を発表。4月26日のノルウェー・カップで移籍後初出場、初得点も決めて3-2の勝利に貢献した。エリテセリエン初出場は6月4日で、71分にフレードリク・ブルースタに代えて途中投入の形であった。この試合でハーランドは投入65秒でイエローカードを受けたが77分に得点を記録した。
2018年7月1日のブラン戦では開始21分の間に4得点、ハーランドの得点のみの4-0で無敗のクラブからアウェーでの勝利を掴んだ。ハットトリックに限定すれば11分2秒、4得点全てでも17分4秒の間に収まる得点ラッシュであった。この試合はマンチェスター・ユナイテッドのスカウトが見ていたという。モルデのオーレ・グンナー・スールシャール監督は試合後にハーランドのプレースタイルをロメル・ルカクと比較し、オファーを既にいくつか断っている事も明かした。
自身もストライカーであったスールシャールは、実践的なテクニックを指導した一方で、規格外のハーランドのために厳格なルールを設定せず結果にもこだわらない姿勢を貫いた。同月8日の翌節でも2得点1アシスト。26日にはヨーロッパリーグ 2018-19 予選のラチ戦で得点し、UEFA主催大会初得点。
このように愛弟子の優れた素質を早くから評価していたスールシャールは、古巣マンチェスター・Uの監督に就任する半年前の時期に、同クラブに400万ポンドでハーランドの売り込みをかけたが採用に至らなかった。

### RBザルツブルク

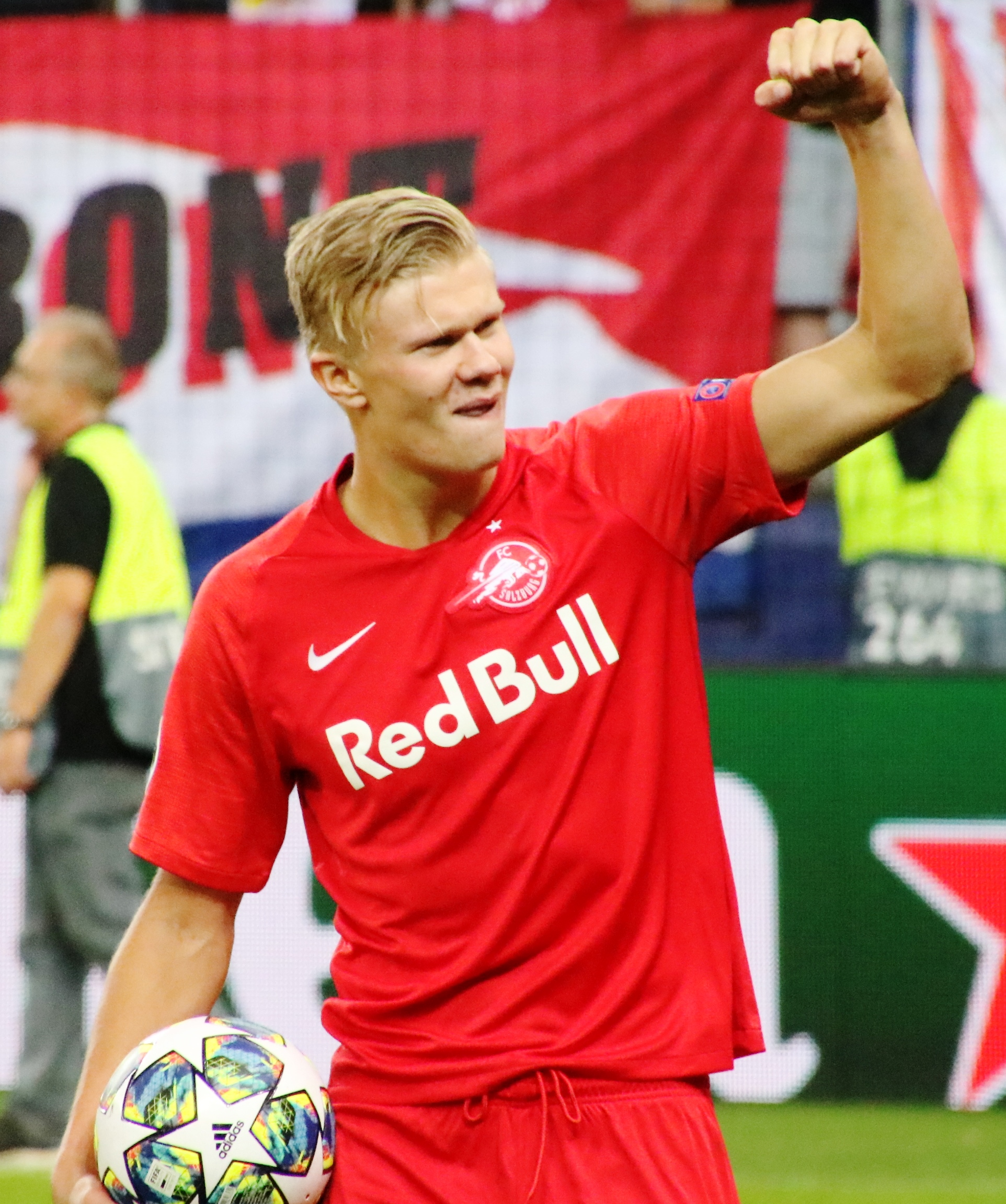
ザルツブルク時代 (2019年)

レッドブル・グループの開発部門責任者を務めるラルフ・ラングニックが個人的に直接交渉を行い、2018年8月19日にレッドブル・ザルツブルクがハーランドと2019年1月1日からの5年契約を締結したと発表した。
マルコ・ローゼ監督は敏捷性に富む攻撃的選手を好み、最初の半年は2試合の出場に止まった。シーズンが終わりジェシー・マーシュが監督に就任したことで、主力として考えられるようになった。
2019-20シーズンは開幕4試合で6得点をあげて、A代表に招集された。また、南野拓実や黄喜燦と攻撃を牽引した。チャンピオンズリーグでは、2019年9月17日のヘンク戦でハットトリックを達成した。19歳58日でのハットトリックはCL史上3番目に若い年齢での達成となった。10月2日、前回大会王者のリヴァプールFC戦では、黄と南野が得点した後に南野のアシストから同点弾を決めた。

### ボルシア・ドルトムント

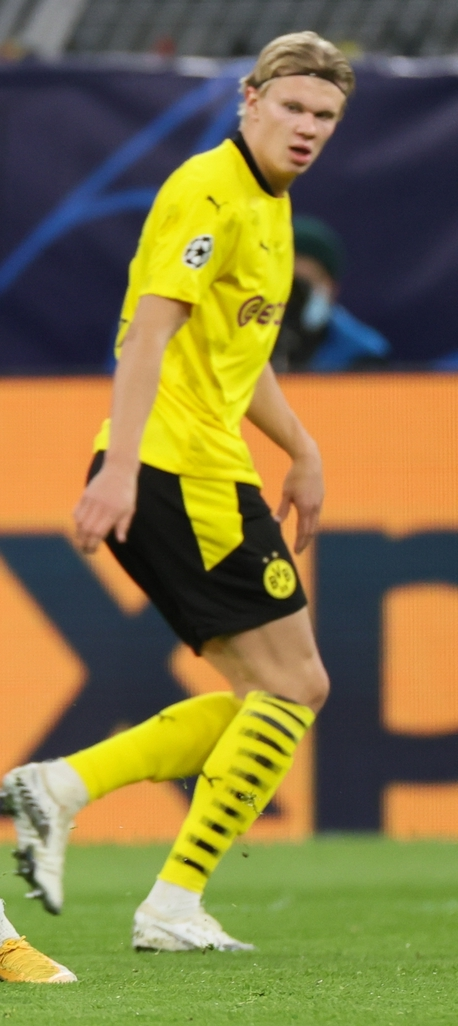
ドルトムント時代 (2020年)

2019年12月29日、ボルシア・ドルトムントへの移籍が発表された。背番号は17番。契約期間は4年半。移籍金は2200万ユーロ。2020年1月18日、アウクスブルク戦で途中出場しドルトムントデビューを果たすと、その試合でハットトリックを達成した。ブンデスリーガデビュー戦でのハットトリックは史上7人目であり、途中出場でのデビュー戦ハットトリックは史上初の記録となった。
2021年1月24日、ケルン戦に途中出場して移籍後2試合目の出場を飾ると、2得点を挙げて勝利に貢献した。ブンデスリーガデビューから2試合で5得点を記録した初めての選手となったほか、デビューから56分間で5得点の記録はパコ・アルカセルが記録した72分間を上回る史上最速記録となった。2月2日のウニオン・ベルリン戦でも2ゴールを挙げて3試合連続ゴールを達成した。チャンピオンズリーグ・ラウンド16のパリ・サンジェルマン戦で2ゴールを挙げ、大会史上最年少となる19歳212日でのCL二桁ゴールを達成した。
2020-21シーズンから背番号を9番に変更。2020年11月、U-21世代で印象的なプレーをした選手に贈られるゴールデンボーイ賞を受賞した。11月24日、チャンピオンズリーグ第4節のクラブ・ブルージュ戦では2得点を決めて、CLにおいて史上最速で15得点を決めた。同シーズンのDFBポカール決勝、RBライプツィヒ戦では2ゴールを挙げて優勝に貢献した。

### マンチェスター・シティ
2022年5月10日、マンチェスター・シティFCへ移籍することで基本合意に達したことが発表された。6月13日に入団会見が執り行われた。
2022年8月8日、プレミアリーグ開幕節ウェストハム・ユナイテッド戦でプレミアリーグ初出場を果たすと、PKを含む2ゴールの活躍で、勝利に貢献した。マンチェスター・シティの選手がプレミアリーグのデビュー戦で2得点を記録したのは、セルヒオ・アグエロ以来2人目だった。8月27日、第4節クリスタル・パレス戦では後半に1-2のビハインドの状態から移籍後初となるハットトリックを決め逆転勝利に貢献した。84分にセルヒオ・ゴメスと交代した際にはサポーターからスタンディングオベーションが送られた。8月31日、第5節ノッティンガム・フォレスト戦では2試合連続となるハットトリックを記録した。9月3日、第6節のアストン・ヴィラ戦でもゴールを決め、プレミアリーグ史上最速となる10ゴールに到達した。10月2日、第9節マンチェスター・ユナイテッドとのマンチェスター・ダービーでハットトリックを記録した。第17節リーズ・ユナイテッド戦で2ゴールを決め、14試合出場での20得点到達はプレミアリーグ最速記録となった。シーズン終盤8試合で1ゴールと失速気味だったがリーグ戦35試合に出場し36得点、また公式戦も合わせると53得点9アシストを記録した。なお、36得点はプレミアリーグにおける1シーズンの最多得点である。2023年6月11日に行われたインテルとのCL決勝でも先発出場。ゴールこそなかったもののクラブの初のCL優勝、トレブル（3冠）を達成した。
2023-24シーズンも勢いは衰えず、2023年11月25日のリヴァプールFC戦での得点でプレミアリーグ史上最速となる48試合での通算50得点を達成、11月28日のRBライプツィヒ戦でチャンピオンズリーグ史上最速且つ最年少での40得点を達成した。
2024-25シーズン、第2,3節でハットトリックを決め、公式戦102試合で97ゴールを記録した。これに対して監督のジョゼップ・グアルディオラは「メッシやロナウドと通算得点数で肩を並べるだろう。この得点数は信じられない。」と賛辞を贈った。

## 代表経歴
生まれは父親がプレーしていたリーズ・ユナイテッドFCのあるイングランドのリーズであり、3歳まで過ごしたのち、父親のマンチェスター・シティFC退団に伴い、家族でノルウェーのローガラン県のブリンに移った。イングランド代表資格も持っていたが、代表は一貫してノルウェー代表を選択しており、U-15代表からA代表までの各代表に選出されている。
2024年現在、A代表では歴代最多得点記録保持者であり、得点率も歴代最高を記録している。
U-19代表では、2018年3月27日にU-19スコットランド代表からハットトリックし、5-4の勝利。これによってノルウェーはUEFA U-19欧州選手権2018に出場となった。7月22日の本戦ではU-19イタリア代表から得点し、1-1のドローとした。
2019年5月30日、2019 FIFA U-20ワールドカップではU-20ホンジュラス代表から9得点し、12-0の勝利。この勝利はノルウェー史上最多得点勝利であり、ホンジュラス史上最多失点敗北となった。また、FIFA U-20ワールドカップ史上でも1試合に1人が9得点する記録は前代未聞であり、12点差も初めての事であった。この1試合で2019 FIFA U-20ワールドカップの得点王に輝き、世界にその名を知られる事となった。
2019年8月28日、UEFA EURO 2020予選のマルタ代表、スウェーデン代表戦のメンバーに招集。9月5日のマルタ戦でスターティングメンバーとして出場し、ノルウェーA代表初出場を記録した。
2020年9月4日、UEFAネーションズリーグ2020-21のオーストリア代表戦 (1-2)で代表初ゴールを記録。代表3戦目で初ゴールとなった。
2021年9月のインターナショナルブレイク中、ハーランドは3試合の2022 FIFAワールドカップ・ヨーロッパ予選で5ゴールを記録した。その中には、ノルウェーがジブラルタル代表に5-1で勝利した試合での2回目のハットトリックも含まれる。2022年6月から9月にかけて、リーグBで6ゴールを挙げ、2022-23 UEFAネーションズリーグの共同得点王になった。2023年10月12日、ハーランドはUEFA EURO 2024予選のキプロス代表戦で2得点を挙げ、代表通算27試合で27ゴールとなり、ノルウェー代表の歴代2位得点者となったエイナー・グンデルセンを上回った。2024年6月5日、ハーランドは親善試合でコソボ代表相手にハットトリックを決め、ヨルゲン・ユーヴェのノルウェー代表歴代最多得点記録にあと3ゴールまで迫った。10月10日のUEFAネーションズリーグ2024-25の試合で代表通算34得点を記録し、ユーヴェの持っていた歴代最多得点記録を更新した。

## 人物・エピソード
- 父は、1994 FIFAワールドカップに参加したノルウェー代表のサッカー選手、アルフ・インゲ・ハーランド[61]。アルフは元アイルランド代表のロイ・キーンとの因縁で知られ[注釈 1]、キーンの危険なタックルが元で引退に追い込まれた[62]。
- 父の所属したリーズ・ユナイテッドFCのサポーターである事を公言している[63]。
- ナポリやスウォンジーなどでプレーした元スペイン代表FWミチュを憧れの選手であるとしている[64]。また、ワールドクラスの選手ではズラタン・イブラヒモヴィッチの名を挙げているほか[5]、クリスティアーノ・ロナウドに対しても「彼に会ってあなたのおかげでサッカー選手になれたと伝えたい。自分にとって常にお手本だった」と語ったこともある[65]。
- ザルツブルク時代の同僚の南野拓実、黄喜燦とは現在でも連絡を取り合っている[66][67]。
- ゴールを決めた際、胡坐をかいて座り目を瞑って瞑想するような独特なゴールパフォーマンスをする事で知られる[68]。
- 5歳のときに立ち幅跳びで世界記録更新。
- サッカー以外にも陸上やハンドボールをやっていて、ハンドボールではユースに誘われるほど上手だった。

## 個人成績

### クラブ
2023-24シーズン終了時点
| クラブ                 | シーズン | リーグ           | リーグ戦 | リーグ戦 | カップ戦 | カップ戦 | リーグ杯 | リーグ杯 | 国際大会 | 国際大会 | その他 | その他 | 合計 | 合計 |
| クラブ                 | シーズン | リーグ           | 出場     | 得点     | 出場     | 得点     | 出場     | 得点     | 出場     | 得点     | 出場   | 得点   | 出場 | 得点 |
| ---------------------- | -------- | ---------------- | -------- | -------- | -------- | -------- | -------- | -------- | -------- | -------- | ------ | ------ | ---- | ---- |
| ブリン                 | 2016     | アデコリーガエン | 16       | 0        | 0        | 0        | -        | -        | -        | -        | 0      | 0      | 16   | 0    |
| ブリン                 | 通算     | 通算             | 16       | 0        | 0        | 0        | -        | -        | -        | -        | 0      | 0      | 16   | 0    |
| モルデ                 | 2017     | エリテセリエン   | 14       | 2        | 4        | 1        | -        | -        | -        | -        | 0      | 0      | 18   | 3    |
| モルデ                 | 2018     | エリテセリエン   | 25       | 12       | 0        | 0        | -        | -        | 5        | 4        | 0      | 0      | 30   | 16   |
| モルデ                 | 通算     | 通算             | 39       | 14       | 4        | 1        | -        | -        | 5        | 4        | 0      | 0      | 48   | 19   |
| ザルツブルク           | 2018-19  | ブンデスリーガ   | 2        | 1        | 2        | 0        | -        | -        | 1        | 0        | 0      | 0      | 5    | 1    |
| ザルツブルク           | 2019-20  | ブンデスリーガ   | 14       | 16       | 2        | 4        | -        | -        | 6        | 8        | 0      | 0      | 22   | 28   |
| ザルツブルク           | 通算     | 通算             | 16       | 17       | 4        | 4        | -        | -        | 7        | 8        | 0      | 0      | 27   | 29   |
| ドルトムント           | 2019–20  | ブンデスリーガ   | 15       | 13       | 1        | 1        | -        | -        | 2        | 2        | 0      | 0      | 18   | 16   |
| ドルトムント           | 2020-21  | ブンデスリーガ   | 28       | 27       | 4        | 3        | -        | -        | 8        | 10       | 1      | 1      | 41   | 41   |
| ドルトムント           | 2021-22  | ブンデスリーガ   | 24       | 22       | 2        | 4        | -        | -        | 3        | 3        | 1      | 0      | 30   | 29   |
| ドルトムント           | 通算     | 通算             | 67       | 62       | 7        | 8        | -        | -        | 13       | 15       | 2      | 1      | 89   | 86   |
| マンチェスター・シティ | 2022-23  | プレミアリーグ   | 35       | 36       | 2        | 1        | 4        | 3        | 11       | 12       | 1      | 0      | 53   | 52   |
| マンチェスター・シティ | 2023-24  | プレミアリーグ   | 31       | 27       | 0        | 0        | 3        | 5        | 9        | 6        | 2      | 0      | 45   | 38   |
| マンチェスター・シティ | 2024-25  | プレミアリーグ   | 31       | 22       | 3        | 1        | 0        | 0        | 13       | 11       | 1      | 0      | 48   | 34   |
| マンチェスター・シティ | 通算     | 通算             | 97       | 85       | 5        | 2        | 7        | 8        | 33       | 29       | 4      | 0      | 146  | 124  |
| 総通算                 | 総通算   | 総通算           | 235      | 178      | 20       | 15       | 7        | 8        | 58       | 56       | 6      | 1      | 310  | 258  |

### 代表
- 国際Aマッチ 43試合 42得点（2019年 - ）

| ノルウェー代表 | 国際Aマッチ | 国際Aマッチ |
| 年             | 出場        | 得点        |
| -------------- | ----------- | ----------- |
| 2019           | 2           | 0           |
| 2020           | 5           | 6           |
| 2021           | 8           | 6           |
| 2022           | 8           | 9           |
| 2023           | 6           | 6           |
| 2024           | 10          | 11          |
| 2025           | 4           | 4           |
| 通算           | 43          | 42          |

### 代表での得点
| #  | 開催日         | 開催地                                             | 対戦国         | スコア | 結果 | 大会                                    |  |
| -- | -------------- | -------------------------------------------------- | -------------- | ------ | ---- | --------------------------------------- |  |
| 1  | 2020年9月4日   | オスロ、ウレヴォール・スタディオン                 | オーストリア   | 1-2    | 1-2  | UEFAネーションズリーグ2020-21・リーグB  |  |
| 2  | 2020年9月7日   | ベルファスト、ウィンザー・パーク                   | 北アイルランド | 2-1    | 5-1  | UEFAネーションズリーグ2020-21・リーグB  |  |
| 3  | 2020年9月7日   | ベルファスト、ウィンザー・パーク                   | 北アイルランド | 5-1    | 5-1  | UEFAネーションズリーグ2020-21・リーグB  |  |
| 4  | 2020年10月11日 | オスロ、ウレヴォール・スタディオン                 | ルーマニア     | 1-0    | 4-0  | UEFAネーションズリーグ2020-21・リーグB  |  |
| 5  | 2020年10月11日 | オスロ、ウレヴォール・スタディオン                 | ルーマニア     | 3-0    | 4-0  | UEFAネーションズリーグ2020-21・リーグB  |  |
| 6  | 2020年10月11日 | オスロ、ウレヴォール・スタディオン                 | ルーマニア     | 4-0    | 4-0  | UEFAネーションズリーグ2020-21・リーグB  |  |
| 7  | 2021年6月2日   | マラガ、エスタディオ・ラ・ロサレーダ               | ルクセンブルク | 1-0    | 1-0  | 親善試合                                |  |
| 8  | 2021年9月1日   | オスロ、ウレヴォール・スタディオン                 | オランダ       | 1-0    | 1-1  | 2022 FIFAワールドカップ・ヨーロッパ予選 |  |
| 9  | 2021年9月4日   | リガ、ダウガヴァ・スタディオン                     | ラトビア       | 1-0    | 2-0  | 2022 FIFAワールドカップ・ヨーロッパ予選 |  |
| 10 | 2021年9月7日   | オスロ、ウレヴォール・スタディオン                 | ジブラルタル   | 2-0    | 5-1  | 2022 FIFAワールドカップ・ヨーロッパ予選 |  |
| 11 | 2021年9月7日   | オスロ、ウレヴォール・スタディオン                 | ジブラルタル   | 3-0    | 5-1  | 2022 FIFAワールドカップ・ヨーロッパ予選 |  |
| 12 | 2021年9月7日   | オスロ、ウレヴォール・スタディオン                 | ジブラルタル   | 5-1    | 5-1  | 2022 FIFAワールドカップ・ヨーロッパ予選 |  |
| 13 | 2022年3月25日  | オスロ、ウレヴォール・スタディオン                 | スロバキア     | 1-0    | 2-0  | 親善試合                                |  |
| 14 | 2022年3月29日  | オスロ、ウレヴォール・スタディオン                 | アルメニア     | 1-0    | 9-0  | 親善試合                                |  |
| 15 | 2022年3月29日  | オスロ、ウレヴォール・スタディオン                 | アルメニア     | 5-0    | 9-0  | 親善試合                                |  |
| 16 | 2022年6月2日   | ベオグラード、スタディオン・ツルヴェナ・ズヴェズダ | セルビア       | 1-0    | 1-0  | UEFAネーションズリーグ2022-23・リーグB  |  |
| 17 | 2022年6月6日   | ソルナ、フレンズ・アレーナ                         | スウェーデン   | 1-0    | 2-1  | UEFAネーションズリーグ2022-23・リーグB  |  |
| 18 | 2022年6月6日   | ソルナ、フレンズ・アレーナ                         | スウェーデン   | 2-0    | 2-1  | UEFAネーションズリーグ2022-23・リーグB  |  |
| 19 | 2022年6月12日  | オスロ、ウレヴォール・スタディオン                 | スウェーデン   | 1-0    | 3-2  | UEFAネーションズリーグ2022-23・リーグB  |  |
| 20 | 2022年6月12日  | オスロ、ウレヴォール・スタディオン                 | スウェーデン   | 2-0    | 3-2  | UEFAネーションズリーグ2022-23・リーグB  |  |
| 21 | 2022年9月24日  | リュブリャナ、スタディオン・ストジツェ             | スロベニア     | 1-0    | 1-2  | UEFAネーションズリーグ2022-23・リーグB  |  |
| 22 | 2023年6月17日  | オスロ、ウレヴォール・スタディオン                 | スコットランド | 1-0    | 1-2  | UEFA EURO 2024予選                      |  |
| 23 | 2023年6月21日  | オスロ、ウレヴォール・スタディオン                 | キプロス       | 2-0    | 3-1  | UEFA EURO 2024予選                      |  |
| 24 | 2023年6月21日  | オスロ、ウレヴォール・スタディオン                 | キプロス       | 3-0    | 3-1  | UEFA EURO 2024予選                      |  |
| 25 | 2023年9月12日  | オスロ、ウレヴォール・スタディオン                 | ジョージア     | 1-0    | 2-1  | UEFA EURO 2024予選                      |  |
| 26 | 2023年10月12日 | ラルナカ、AEKアレナ                                | キプロス       | 2-0    | 4-0  | UEFA EURO 2024予選                      |  |
| 27 | 2023年10月12日 | ラルナカ、AEKアレナ                                | キプロス       | 3-0    | 4-0  | UEFA EURO 2024予選                      |  |
| 28 | 2024年6月5日   | オスロ、ウレヴォール・スタディオン                 | コソボ         | 1-0    | 3-0  | 親善試合                                |  |
| 29 | 2024年6月5日   | オスロ、ウレヴォール・スタディオン                 | コソボ         | 2-0    | 3-0  | 親善試合                                |  |
| 30 | 2024年6月5日   | オスロ、ウレヴォール・スタディオン                 | コソボ         | 3-0    | 3-0  | 親善試合                                |  |
| 31 | 2024年6月8日   | ブレンビー、ブレンビー・スタディオン               | デンマーク     | 2-1    | 3-1  | 親善試合                                |  |
| 32 | 2024年9月9日   | オスロ、ウレヴォール・スタディオン                 | オーストリア   | 2-1    | 2-1  | UEFA ネーションズリーグ2024-25・リーグB |  |
| 33 | 2024年10月10日 | オスロ、ウレヴォール・スタディオン                 | スロベニア     | 1-0    | 3-0  | UEFA ネーションズリーグ2024-25・リーグB |  |
| 34 | 2024年10月10日 | オスロ、ウレヴォール・スタディオン                 | スロベニア     | 3-0    | 3-0  | UEFA ネーションズリーグ2024-25・リーグB |  |
| 35 | 2024年11月14日 | リュブリャナ、スタディオン・ストジツェ             | スロベニア     | 1-2    | 1-4  | UEFA ネーションズリーグ2024-25・リーグB |  |
| 36 | 2024年11月17日 | オスロ、ウレヴォール・スタディオン                 | カザフスタン   | 1-0    | 5-0  | UEFA ネーションズリーグ2024-25・リーグB |  |
| 37 | 2024年11月17日 | オスロ、ウレヴォール・スタディオン                 | カザフスタン   | 2-0    | 5-0  | UEFA ネーションズリーグ2024-25・リーグB |  |
| 38 | 2024年11月17日 | オスロ、ウレヴォール・スタディオン                 | カザフスタン   | 4-0    | 5-0  | UEFA ネーションズリーグ2024-25・リーグB |  |
| 39 | 2025年3月22日  | キシナウ、スタディオヌル・ジンブル                 | モルドバ       | 0-2    | 0-5  | 2026 FIFAワールドカップ・ヨーロッパ予選 |  |
| 40 | 2025年3月25日  | デブレツェン、ナジェルデイ・シュタディオン         | イスラエル     | 1-4    | 2-4  | 2026 FIFAワールドカップ・ヨーロッパ予選 |  |
| 41 | 2025年6月6日   | オスロ、ウレヴォール・スタディオン                 | イタリア       | 3-0    | 3-0  | 2026 FIFAワールドカップ・ヨーロッパ予選 |  |
| 42 | 2025年6月9日   | タリン、ア・ル・コック・アレーナ                   | エストニア     | 0-1    | 0-1  | 2026 FIFAワールドカップ・ヨーロッパ予選 |  |

## タイトル

### クラブ
レッドブル・ザルツブルク
- ブンデスリーガ：2回 (2018-19, 2019-20)
- オーストリア・カップ ：1回 (2018-19)

ボルシア・ドルトムント
- DFBポカール：1回 (2020-21)

マンチェスター・シティ
- プレミアリーグ：2回 (2022-23, 2023-24)
- FAカップ：1回 (2022-23)
- UEFAチャンピオンズリーグ：1回 (2022-23)
- UEFAスーパーカップ：1回 (2023)
- FIFAクラブワールドカップ：1回 (2023)
- FAコミュニティ・シールド：1回 (2024（英語版）)

### 個人
- エリテセリエン年間最優秀若手選手賞：2018[69]
- FIFA U-20ワールドカップ得点王：2019[70]
- ゴールデンボーイ賞：2020
- FIFA/FIFProワールドイレブン：2021, 2022
- PFA年間最優秀選手賞：2022-23
- FWA年間最優秀選手賞：2022-23
- プレミアリーグ年間最優秀選手：2022-23
- プレミアリーグ年間最優秀若手選手：2022-23
- プレミアリーグ得点王：2022-23, 2023-24
- UEFAチャンピオンズリーグ得点王：2020-21, 2022-23
- ヨーロッパ・ゴールデンシュー：2023
- UEFA欧州最優秀選手賞：2023
- オンズドール：2022-23

## 記録
- 1試合での1選手による最多得点 : 9得点
  - 2019 FIFA U-20ワールドカップ『U-20サッカーホンジュラス代表（英語版）戦[50]』
- プレミアリーグにおける1シーズンの最多得点 : 36得点
  - プレミアリーグ2022-23シーズン[71]